# Коч Холдинг
Коч Холдинг (на турски: Koç Holding) е един от най-големите частни финансово-индустриални конгломерати на Турция. Принадлежи на влиятелното семейство Коч, което е сред най-богатите турски фамилии. Основан е през 1926 г. Включен е в списъка Forbes Global 2000. Седалището на компанията е разположено в Истанбул. През 1993 г. семейство Коч открива в известния истанбулски район Саръер частен университет – „Университет Коч“.
Към 2015 г. оборотът на Коч Холдинг възлиза на 31,37 млрд. щ.д., активите са 27,4 млрд. щ.д., пазарната стойност – 12,6 млрд. щ.д., печалбата – 1,24 млрд. щ.д.. В компанията работят 73 хил. служители. Основните сфери на дейност са: автомобилна промишленост, производство на битова електротехника, хранителни продукти, търговия на дребно, енергетика, финансови услуги, туризъм, строителство и информационни технологии.
На компаниите, влизащи в конгломерата Коч Холдинг, се падат около 10% от националното производство (в това число 45% от производството на автомобили), 9% от експорта и 18% от пазарната капитализация на Истанбулската фондова борса; в холдинга влизат 5 от 10-те най-големи турски компании.

## Собственици и ръководство
През 1963 г. Коч Груп се превръща в Коч Холдинг. Основателят на Коч Груп и Коч Холдинг – Ахмет Вехби Коч (1901 – 1996) е председател на Коч Холдинг от 1963 г. до 1984 г. През 1984 г. се пенсионира, но остава почетен председател и се съсредоточава върху социалните дейности и филантропията. Наследен е от сина си – Рахми Коч, който управлява Коч Холдинг от 1984 г. до 4 април 2003 г., но остава почетен председател и член на борда на директорите.
От 2003 г. до смъртта си в началото на 2016 г. постът председател на Коч Холдинг заема Мустафа Коч (1960 – 2016), най-възрастният син на Рахми Коч и внук на основателя на фирмата и холдинга – Ахмет Вехби Коч. През февруари 2016 г. вторият син на Рахми Коч – Йомер Коч става председател на Коч Холдинг, а неговият брат – Али Коч (най-малкият син на Рахми Коч) става заместник-председател на Коч Холдинг и собственик на турския футболен гранд Фенербахче. През февруари 2015 г. Левент Чакъроулу заменя Тургай Дурак като изпълнителен директор на Коч Холдинг. Финансов директор на Коч Холдинг е Ахмет Ашабоулу.

## Най-големите компании от конгломерата Коч Холдинг
- Ford Otosan – най-големият турски производител на автомобили, съвместно предприятие с  Ford Motor Company[4].
- Otokar – крупен производител на автобуси и военна техника[5].
- TOFAŞ – крупен автопроизводител, съвместно предприятие с FIAT[6].
- Arçelik – голям производител на битова електротехника със заводи в Турция, Румъния, Русия, Китай и ЮАР[7].
- Aygaz – най-големият турски дистрибутор на пропан-бутан (LPG) и природен газ[8].
- OPET – голям дистрибутор на горива и масла[9].
- Tüpraş – най-голямата турска нефтохимическа компания, съвместно предприятие с Royal Dutch Shell[10].
- Мигрос – голяма мрежа от супермаркети[11].
- Koçtaş – голяма мрежа магазини за стоки за ремонти и за дома, съвместно предприятие с B&Q[12].
- Yapı ve Kredi Bankası – голяма банка и финансова компания, съвместно предприятие с „УниКредит“[13].
- Divan Group – голяма хотелска верига[14].

Сред най-важните партньори нав Коч Холдинг на турския пазар са Ford Motor Company, FIAT, LG Corporation, „УниКредит“, Royal Dutch Shell, Case New Holland, B&Q, Kaneka Seeds и AES Mont Blanc